# Pierre Daven-Keller
Pierre Daven-Keller est un auteur-compositeur-interprète français.

## Biographie
Très tôt passionné par le cinéma, la musique de film et la découverte de compositeurs comme Ennio Morricone, Michel Magne, ou encore Wojciech Kilar, il commence sa carrière en 1991 avec Dominique A en tant que guitariste et clavier sur les tournées et en studio. En parallèle, il sort sa première maquette sous le pseudonyme d'Elliott, et collabore - en tant que compositeur ou arrangeur - avec de nombreux artistes, Miossec, Philippe Katerine, Francoiz Breut, Anna Karina...
Il signe sur Le Village Vert et en 1999, sort son premier album pop, Ramdam.
Début des années 2000, il commence à composer des bandes originales, notamment La Répétition (sélectionné en compétition officielle au Festival de Cannes 2001) avec Fabrice Dumont (Télépopmusik) et fait des arrangements pour les musiques de film d’Arnaud et Jean-Marie Larrieu ou de Bernard Stora. C'est à cette occasion qu'il enregistre pour la première fois avec le Bulgarian Symphony Orchestra à Sofia.
En 2004 sort son deuxième album Quelqu'un quelque part. Tout comme l'album précédent, Ramdam, il a écrit, composé, arrangé et produit l'intégralité du disque. L'accueil réservé à ce nouvel opus est très chaleureux et il s'en écoulera environ 10 000 exemplaires.
En 2005, il compose le tube « 100 % VIP » qui sera le premier single de l’album Robots Après Tout de Katerine.
En 2006, il décide de se créer un double au nom cinématographique de Daven Keller. Souhaitant explorer de nouvelles contrées musicales, il compose l'album pop Réaction A (2008). Cette même année, il compose la musique du nouveau film des frères Larrieu, Le Voyage Aux Pyrénées qui sera sélectionné à la Quinzaine des réalisateurs.
En 2009, Thierry Jousse lui propose d'écrire la musique de son film Je suis un no man's land. Cette bande originale a bénéficié d'une sortie digitale qui comprend aussi plusieurs musiques inédites.
Pendant cette même période, Pierre écrit un arrangement de cordes sur l'album Glamour À Mort d'Arielle Dombasle (album composé par Katerine et produit par Gonzales et Renaud Letang). Pierre est musicien sur la tournée qui accompagne la sortie du disque. Deux ans plus tard, il compose le seul titre inédit de l’album Diva Latina d'Arielle Dombasle, Salvaje Corazón et fait une apparition dans le clip.
Au printemps 2011, Pierre enregistre un nouvel album, Réaction B.
Partant de l'idée que chaque nouvel album est une "nouvelle action" et donc une "réaction" (anagramme du mot "création"), Réaction B est un projet instrumental, composé d'une suite de dix pièces pour quatuor à cordes, percussions, clavecin et piano, sorti en 2012.
Au printemps 2015 sort Réaction C, album pop chanté qui clôt la trilogie des "Réactions".
L'année suivante, il compose le titre Easy Tempo, générique de l'émission éponyme sur France Musique. Il sort l'album Kino Music, disque quasi-instrumental en hommage à la musique de films des années 60/70 en 2019. Arielle Dombasle interprète la seule chanson de l’album Salvaje Corazón. À sa sortie, Kino Music bénéficiera d’un très bon accueil critique et radio. Un making of (Kino Off) des sessions permet de découvrir tout le processus d’enregistrement de l'album.
En 2022 sort l'album Planète, un disque de musique électronique très minimal évoquant le cosmos et reposant entièrement sur les synthétiseurs et les boîtes à rythmes. Le titre Feel The Concept, interprété par Pierre, est le seul titre chanté de l’album.
Dans la veine de Planète, il sort en duo avec Philippe Katerine Le Roi, single électro . Igor Keltchewsky en réalise le clip et clôt l'année 2023 par une version acoustique de l'album Planète Revisited, jouée et adaptée pour piano solo.

## Discographie

### Albums
- 2023 - Planète Revisited - album arrangé et produit par Pierre DK
- 2022 - Planète - album écrit, composé, arrangé et produit par Pierre DK
- 2019 - Kino Music - album écrit, composé, arrangé et produit par Pierre DK
- 2015 - Réaction C - album écrit, composé, arrangé et produit par Pierre DK
- 2012  - Réaction B - album composé, arrangé et produit par Pierre DK
- 2011 - Je Suis Un No Man's Land - bande originale du film de Thierry Jousse - composé, arrangé et produit par Pierre DK
- 2008 - Réaction A - album écrit, composé, arrangé et produit par Pierre DK
- 2004 - Quelqu'un Quelque Part sous le nom de Pierre Bondu. Album écrit, composé, arrangé et produit par Pierre DK
- 1999 - Ramdam sous le nom de Pierre Bondu. Album écrit, composé, arrangé et produit par Pierre DK
- 1994 - La Valse À Trois, Charles sous le pseudonyme d'Elliott. Coffret de 45 tours The Shower Curtain Project sur le label Bilbo créé par Dominique A
- 1994 - Les Platanes, sous le pseudonyme d'Elliott. Coffret de 45 tours The Onion Most Dangerous Game, Alienor Records

### Bandes originales
- 2010 - Je suis un no man's land de Thierry Jousse. Bande originale composée, arrangée et produite par Pierre DK
- 2008 - Le Voyage Aux Pyrénées de Arnaud et Jean-Marie Larrieu. Bande originale composée, arrangée et produite par Pierre DK
- 2001  - La Répétition de Catherine Corsini. Sélection Officielle Cannes 2001. Bande originale composée en collaboration avec Fabrice Dumont

### Musique originale
- 2021  - The Last Shelter (Le dernier refuge), documentaire de Ousmane Zoromé Samassekou. Musique originale composée, arrangée et produite par Pierre DK
- 2011  - Jean Douchet, Ou l'Art d'Aimer, documentaire de Thierry Jousse. Musique originale composée, arrangée et produite par Pierre DK

### Collaborations en tant que compositeur
- 2011 - Salvaje Corazón, titre composé pour l'album Diva Latina d'Arielle Dombasle. Pierre Daven-Keller fait également une apparition dans le clip qui illustre la chanson.
- 2010 - Dans Les Yeux d'Alain, interprété par Salomé Califano et Pierre Daven-Keller en hommage à Alain Delon pour le site Danslesyeuxd'alaindelon.com
- 2005 - 100 % VIP, titre composé pour l'album Robots après tout de Philippe Katerine
- 2001 - Madame, titre composé pour l'album Brûle de Miossec

### Collaborations en tant qu'arrangeur
- 2009 - Arrangements de cordes sur l'album Glamour À Mort d'Arielle Dombasle
- 2005 - Arrangements de cordes pour le film Peindre Ou Faire L'Amour de Arnaud et Jean-Marie Larrieu. Musique originale de Katerine
- 2004 - Arrangements d'orchestre pour le téléfilm Le Grand Charles de Bernard Stora. Musique originale de Vincent Stora
- 2004 - Arrangements de cordes pour la chanson Le Souvenir sur l'album Archie Kramer de Matmatah
- 2003 - Coarrangements de cordes sur l'album Drôle D'Idée de Vendetta
- 2003 - Arrangements de cordes pour le film Un Homme, Un Vrai de Arnaud et Jean-Marie Larrieu. Musique originale de Philippe Katerine
- 2000 - Arrangements pour quatuor à cordes sur les chansons Amoureuse, Vivre Sans La Mer, La Douceur De Vivre sur l'album Une histoire d'amour d'Anna Karina
- 2000 - Arrangements d'orchestre sur la chanson Si Tu Disais sur l'album Vingt À Trente Mille Jours de Françoiz Breut
- 1999 - Arrangements d'orchestre sur la chanson Le Pays De Mon Premier Amour sur l'album Les Créatures de Philippe Katerine
- 1998 - Arrangements de cordes sur la chanson Le Déménagement sur l'album À Prendre de Miossec

### Autres collaborations
- 2010-2011 - Mise en scène du spectacle de la tournée Philippe Katerine
- 2009 - Musicien live sur la tournée Glamour À Mort d'Arielle Dombasle
- 2007 - Réalisateur et musicien sur l'album The Great Divide de Perio
- 1994-1998 - Musicien live sur les tournées Si Je Connais Harry et La Mémoire Neuve de Dominique A
- 1993 - Musicien sur l'album Si Je Connais Harry de Dominique A

## Anecdote
- La chanson 100 % VIP devient un tube : elle a fait l'objet d'un live remarqué au Grand Journal de Canal+. C'est également cette chanson qui a illustré l'émission mensuelle de Benjamin Castaldi sur TF1, Langues de VIP durant le premier semestre 2007, et qui est utilisée pour la pub La vache qui rit de 2010[réf. souhaitée].